# La Chute (série de films)
 Pour plus de détails, voir Fiche technique et Distribution
La Chute (Has Fallen) est une saga cinématographique américaine mettant en vedette le personnage de Mike Banning incarné par Gerard Butler. Elle est composée de 3 films. Une série télévisée a également été produite.

## Contenu
- La Chute de la Maison-Blanche, film d'Antoine Fuqua, sorti en 2013
- La Chute de Londres, film de Babak Najafi, sorti en 2016
- La Chute du Président, film de Ric Roman Waugh, sorti en 2019
- La Chute de Paris, série télévisée d'Oded Ruskin et Hans Herbots[1]

## Fiche technique
| Titre                        | La Chute de la Maison-Blanche | La Chute de Londres                 | La Chute du Président |
| ---------------------------- | ----------------------------- | ----------------------------------- | --------------------- |
| Titre québécois              | Assaut sur la Maison-Blanche  | Assaut sur Londres                  | L'Ultime assaut       |
| Titre original               | Olympus Has Fallen            | London Has Fallen                   | Angel Has Fallen      |
| Réalisateurs                 | Antoine Fuqua                 | Babak Najafi                        | Ric Roman Waugh       |
| Scénaristes                  | Katrin Benedikt               | Katrin Benedikt                     | Katrin Benedikt       |
| Scénaristes                  | Creighton Rothenberger        |                                     |                       |
| Scénaristes                  | Chad St. John                 |                                     |                       |
| Scénaristes                  | Christian Gudegast            |                                     |                       |
| Monteurs                     | John Refoua                   | Michael J. Duthie Paul Martin Smith | Gabriel Fleming       |
| Producteurs                  | Gerard Butler                 | Gerard Butler                       | Gerard Butler         |
| Musique                      | Trevor Morris                 | Trevor Morris                       | David Buckley         |
| Directeur de la photographie | Conrad W. Hall                | Ed Wild                             | Jules O'Loughlin      |
| Sortie France                | 20 mars 2013                  | 2 mars 2016                         | 28 août 2019          |
| Sortie États-Unis            | 22 mars 2013                  | 4 mars 2016                         | 23 août 2019          |
| Durée                        | 119 minutes                   | 99 minutes                          | 121 minutes           |
| Budget                       | 70 000 000 USD                | 60 000 000 USD                      | 40 000 000 USD        |
| Genres                       | action                        | action                              | action                |
| Pays d'origine               | États-Unis                    | États-Unis                          | États-Unis            |

## Distribution
| Interprète          | La Chute de la Maison-Blanche | La Chute de Londres | La Chute du Président |
| ------------------- | ----------------------------- | ------------------- | --------------------- |
| Mike Banning        | Gerard Butler                 | Gerard Butler       | Gerard Butler         |
| Allan Trumbull      | Morgan Freeman                | Morgan Freeman      | Morgan Freeman        |
| Benjamin Asher      | Aaron Eckhart                 | Aaron Eckhart       |                       |
| Lynne Jacobs        | Angela Bassett                | Angela Bassett      |                       |
| Edward Clegg        | Robert Forster                | Robert Forster      |                       |
| Ruth McMillan       | Melissa Leo                   | Melissa Leo         |                       |
| Leah Banning        | Radha Mitchell                | Radha Mitchell      | Piper Perabo          |
| Ray Monroe          | Sean O'Bryan                  | Sean O'Bryan        |                       |
| Joe Hoenig          | James Ingersoll               |                     |                       |
| Roma                | Cole Hauser                   |                     |                       |
| Connor              | Finley Jacobsen               |                     |                       |
| Margaret Asher      | Ashley Judd                   |                     |                       |
| Dave Forbes         | Dylan McDermott               |                     |                       |
| Kang Yeonsak        | Rick Yune                     |                     |                       |
| Aamir Barkawi       |                               | Alon Abutbul        |                       |
| Jacqueline Marshall |                               | Charlotte Riley     |                       |
| DC Mason            |                               | Jackie Earle Haley  |                       |
| Kamran Barkawi      |                               | Waleed Zuaiter      |                       |
| Sultan Mansoor      |                               | Mehdi Dehbi         |                       |
| Kevin Hazard        |                               | Colin Salmon        |                       |

## Accueil

### Critique
| Film                          | Rotten Tomatoes     | Metacritic        | Allociné            |
| ----------------------------- | ------------------- | ----------------- | ------------------- |
| La Chute de la Maison-Blanche | 49% (189 critiques) | 41 (30 critiques) | 2,8⁄5 (8 critiques) |
| La Chute de Londres           | 26% (189 critiques) | 28 (35 critiques) | 3,2⁄5 (6 critiques) |

### Box-office
| Film                          | Année  | Box-office        | Box-office        | Box-office     | Box-office    | Budget        | Réf(s) |
| Film                          | Année  | France            | États-Unis Canada | Reste du monde | Mondial       | Budget        | Réf(s) |
| ----------------------------- | ------ | ----------------- | ----------------- | -------------- | ------------- | ------------- | ------ |
| La Chute de la Maison-Blanche | 2013   | 334 159 entrées   | 98 925 640 $      | 71 344 561 $   | 170 270 201 $ | 70 000 000 $  | ,      |
| La Chute de Londres           | 2016   | 375 320 entrées   | 62 524 260 $      | 143 230 187 $  | 205 754 447 $ | 60 000 000 $  | ,      |
| La Chute du Président         | 2019   | 398 176 entrées   | 69 030 436 $      | 64 335 016 $   | 133 365 452 $ | 40 000 000 $  | ,      |
| Totaux                        | Totaux | 1 107 655 entrées | 230 480 336 $     | 278 909 764 $  | 509 390 100 $ | 170 000 000 $ | [ 14 ] |